# VII milenio
El VII milenio comprende el periodo de tiempo entre el 1 de enero de 6001 y el 31 de diciembre de 7000, ambos inclusive.

## Ciencia Ficción
- En la serie Los Súper Agentes Secretos Z, en el capítulo 1, Dan y Ezequiel, junto a Hottwen, viajan a este milenio, año 6040.
- En los cómics de Flash, el villano Abra Kadabra viene del siglo 64.